# Reação de Wohl-Aue
A reação de Wohl-Aue é uma reação orgânica entre um nitrocomposto aromático e uma anilina para formar uma fenazina na presença de uma base álcali. Um exemplo é a reação entre nitrobenzeno e anilina:
A reação é nomeada em relação a Alfred Wohl e W. Aue.